# Barrage du Seujet
Le barrage du Seujet est un barrage sur le Rhône, situé à la sortie du Lac Léman à Genève, en Suisse.

## Situation et description
Il est situé entre les ponts de la Coulouvrenière et Sous-Terre, à 100 mètres en aval du bâtiment des Forces motrices.
Le barrage est composé de trois passes de 13 mètres de largeur séparées par des piles profilées en béton armé. Deux de ces passes sont équipées de vannes segment. La troisième passe, sur la rive droite, est une écluse avec sas permettant aux Bateaux du Rhône de le traverser, et accéder au Léman.
L'ensemble comprend également une échelle à poissons de 21 bassins, qui s'étagent sur toute la longueur de la pile mitoyenne entre l'usine et le barrage, ainsi qu'une passe à castors en bois qui permettent aux animaux de passer du Rhône dans le Léman.
Enfin, une passerelle piétonne de 4,90 mètres de largeur surplombe le barrage, située à l'extrémité des piles, et permet de relier le quai du Seujet à la place des Volontaires.
Le réservoir du barrage est le lac Léman entier, avec une surface de 582,4 km2 (soit 58 240 hectares).

## Histoire et objectifs
Le barrage du Seujet est construit en 1995 pour remplir trois objectifs. Le premier est de régulariser le niveau du lac Léman en vertu de la convention signée avec les cantons de Vaud et du Valais en 1984. Dans la même lignée, le second objectif est de moduler le débit du Rhône. Enfin, le troisième objectif est de produire de l'électricité. À cet effet, l'ensemble comporte également une usine de production située sur la rive gauche et qui abrite trois groupes hydroélectriques, remplaçant l'ancienne usine en fonction au pont de la Machine et produisant 25 GWh par an.
Dans sa fonction de barrage, il remplace le Pont de la Machine. Dans sa fonction d’usine hydroélectrique, il remplace l’usine des Forces motrices qui a elle-même remplacé dès 1886 la « machine hydraulique » située au centre du Pont de la Machine.
D’importants travaux de rénovation ont lieu de 2016 à 2023, par intermittence. Les turbines de 26 tonnes ont été une à une extraites par le toit du barrage et totalement révisées. Les groupes de production hydroélectrique ont été remplacés par des installations plus silencieuses. Le coût de ces travaux monte à 11,6 millions de francs suisses.

## Galerie

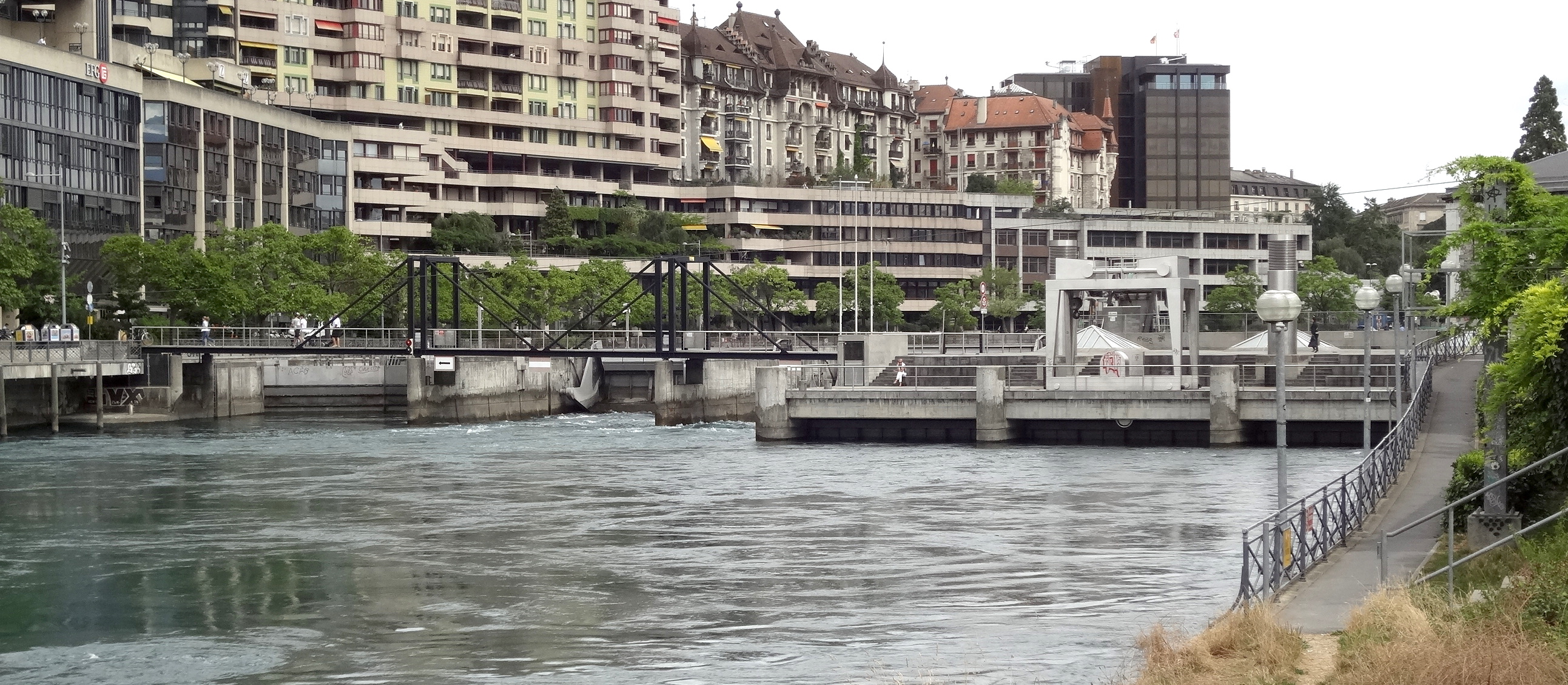
Vue depuis l'aval.
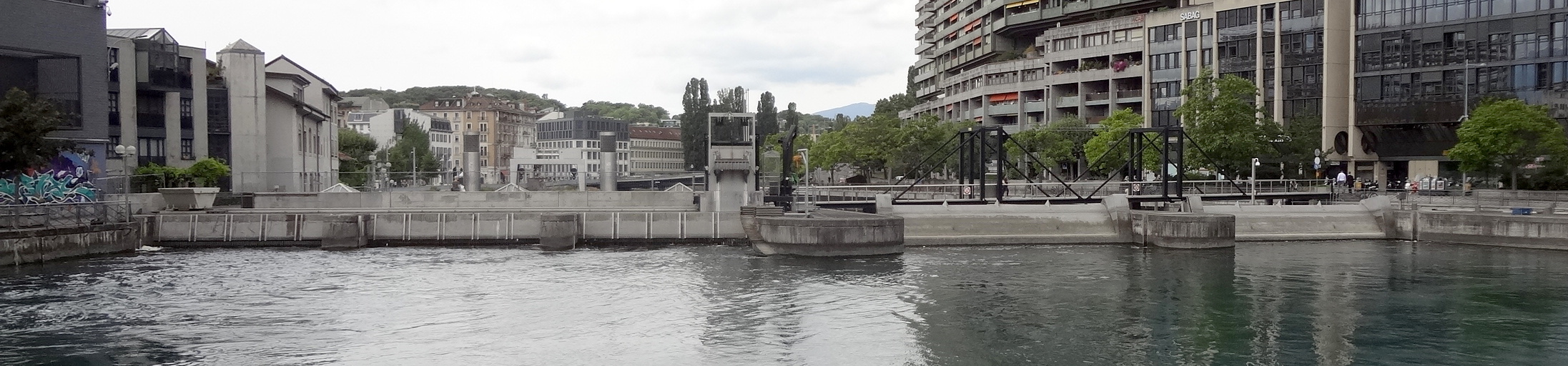
Vue depuis l'amont.
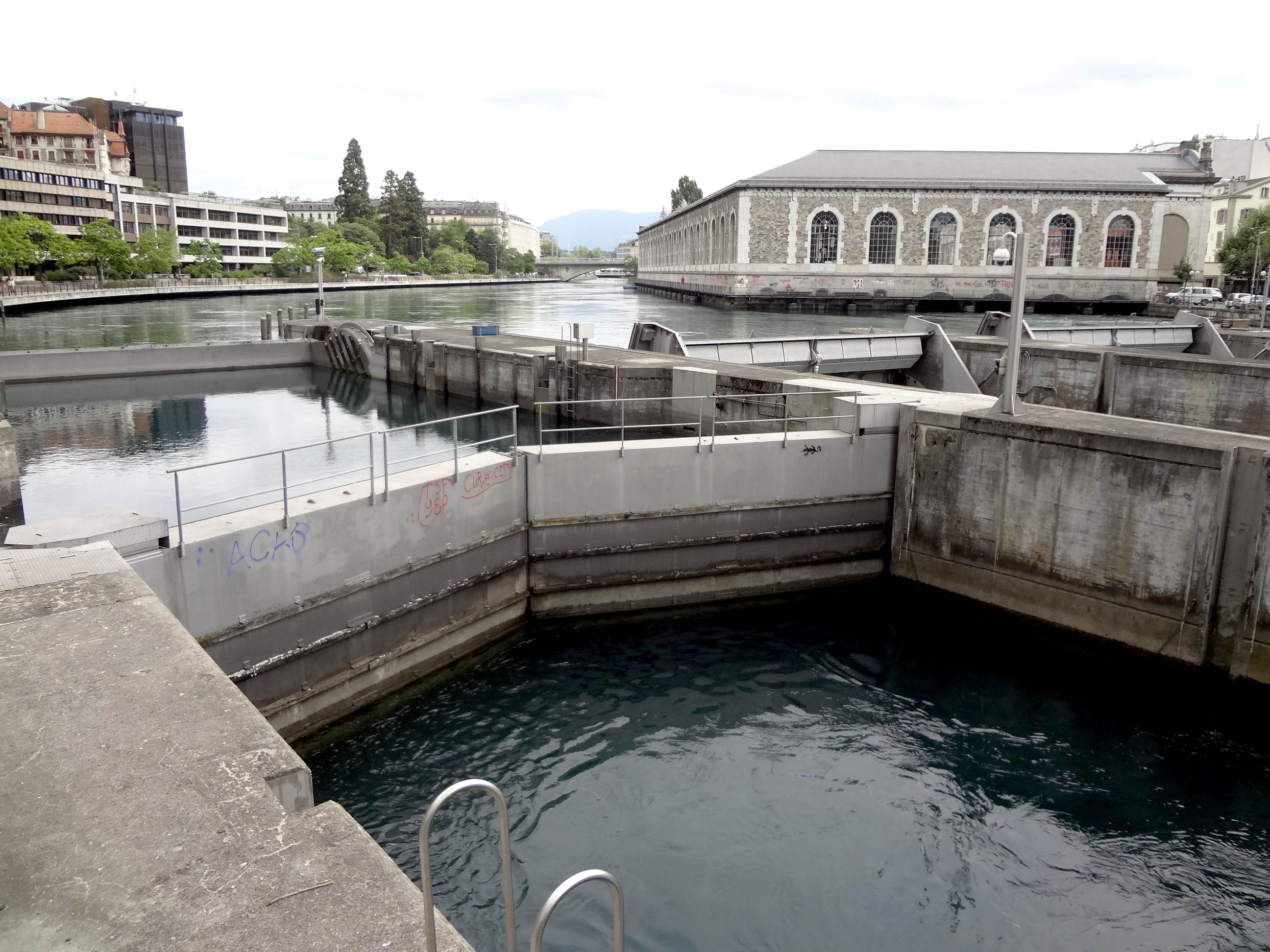
L'écluse. À droite l'ancienne usine hydraulique de la Coulouvrenière.
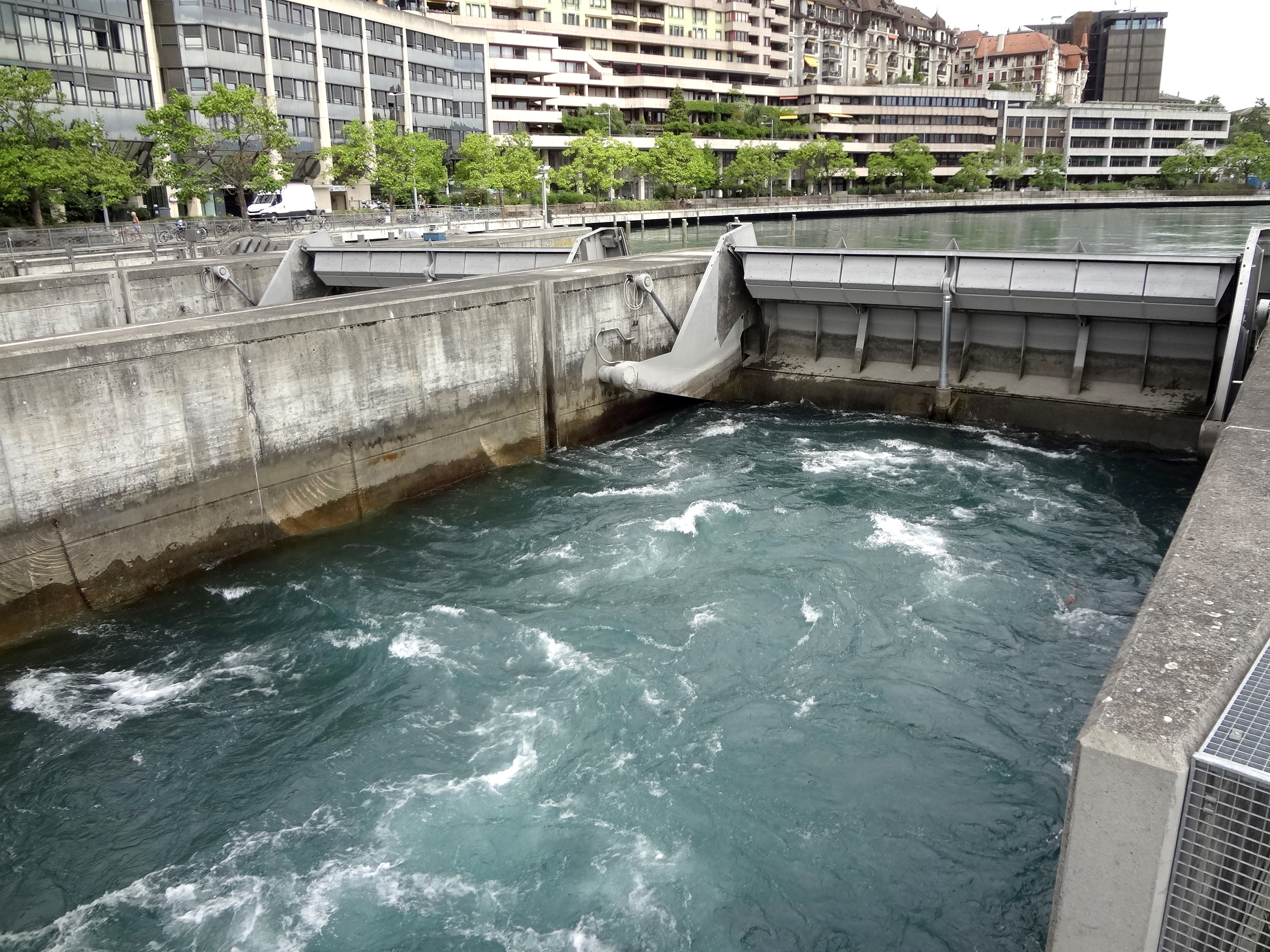
Une passe.
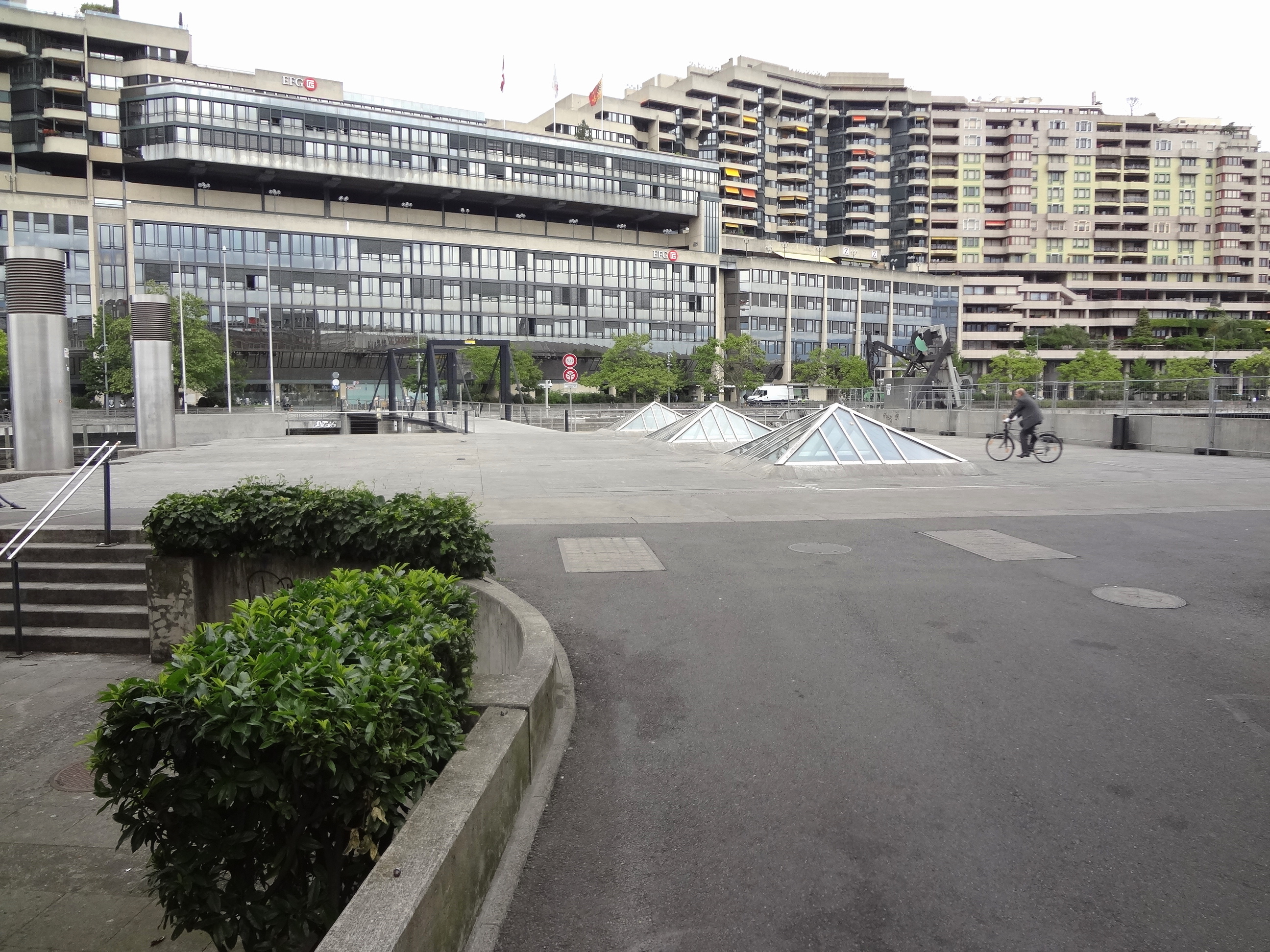
L'esplanade au dessus du barrage.